# Абдуллаев, Азиз Рефатович
Азиз Рефатович Абдулла́ев (укр. Азіз Рефатович Абдуллаєв; род. 20 июля 1953, Джизак, Самаркандская область) — украинский крымскотатарский политик. Первый заместитель председателя Совета министров Автономной Республики Крым-министр регионального развития и жилищно-коммунального хозяйства АР Крым.

## Биография
Родился 20 июля 1953 года в Джизаке (ныне Узбекистан). С сентября 1968 года по май 1972 года обучался в Джизакском политехническом техникуме. С мая 1972 года по апрель 1974 года служил в Вооруженных Силах СССР. В 1980 году окончил Ташкентский автодорожный институт, получил специальность инженера путей сообщения. С 1974 по 1986 год работал в Джизаке на предприятиях по изготовлению строительных материалов, в частности, директором силикальцитного завода и главным инженером, директором комбината стройматериалов № 1. В 1990—1995 годах — депутат Верховного Совета Узбекистана.
В 1996—2002 годах работал заместителем председателя Фонда государственного имущества, в 2002 году — первым заместителем министра промышленности, в 2002—2005 — министром промышленности, транспорта и связи, а в 2005 году — министром промышленной политики, транспорта, связи и топливно-энергетического комплекса Автономной Республики Крым. В 2005—2006 — заместитель, с 2006 по 2010 — первый заместитель председателя Совета министров Автономной Республики Крым. Депутат Верховного Совета Автономной Республики Крым (2002—2010). С марта 2010 по февраль 2014 года — заместитель председателя Совета министров АР Крым, в феврале-марте 2011 года — министр социальной политики, с марта по ноябрь 2011 — министр регионального развития и жилищно-коммунального хозяйства АР Крым.
После Аннексии Крыма Российской Федерацией принял российское гражданство. Является учредителем компании ООО «Электронный Экспресс Крым», Симферополь и ещё ряда фирм.

## Награды и премии
- Орден «За заслуги» III степени (30 ноября 2013 года) — за значительный личный вклад в социально-экономическое, научно-техническое, культурно-образовательное развитие Украинского государства, весомые трудовые достижения, многолетний добросовестный труд[4]
- Заслуженный работник промышленности Украины (2008)[5]
- Национальная премия Украины имени Тараса Шевченко (8 марта 2005 года) — за оформление скульптурного комплекса «Возрождение» в Симферополе
- Заслуженный работник промышленности Автономной Республики Крым (2003)[6]
- Почётная грамота Кабинета министров Украины (2003)[7]

## Семья
- Сын — Абдуллаев Эльзар Азизович, бизнесмен[источник не указан 977 дней].